# Монтайоне
Монтайо̀не (на италиански: Montaione) е малко градче и община в централна Италия, провинция Флоренция, регион Тоскана. Разположено е на 342 m надморска височина. Населението на общината е 3773 души (към 2010 г.).